# Халил Джубран
Джубра̀н Халил Джубра̀н (на арабски: جبران خليل جبران; на английски: Kahlil Gibran) е ливански поет, писател, философ и художник.
Роден е в семейство на християни-маронити, но самият той е повлиян от Исляма и по-специално от мистичното течение на Суфизма.

## Биография и творчество
През 1895 г. емигрира в Бостън, САЩ, заедно с майка си, сестрите си и природения си брат. Изписването на името му „Калил“ (Kahlil) вместо „Халил“ (Khalil) е резултат от грешка при първото му записване в училище в Бостън. Учи изкуства в Бостън и френски и арабски език в Ливан.
През 1912 г. се преселва в Ню Йорк Сити. В творчеството си комбинира елементи на източния и западния мистицизъм и става известен с афористичните си поетически творби като „Пророкът“ (1923) и „Исус, син човешки“ (1928). Писал е както на английски, така и на арабски език.